# 弗洛雷斯塔 (巴西)
弗洛雷斯塔（葡萄牙語：Floresta）是巴西巴拉那州的一个市镇。总面积158.092平方公里，总人口5394人，人口密度34.1人/平方公里。